# Октябрьское вооружённое восстание в Петрограде
Октябрьское вооружённое восстание в Петрограде — восстание 24—26 октября (6—8 ноября) 1917 года под руководством РСДРП(б), осуществлённое силами Красной гвардии, солдат Петроградского гарнизона и матросов Балтийского флота. Непосредственное руководство восстанием осуществлял Военно-революционный комитет Петроградского Совета. В результате восстания было свергнуто Временное правительство и установлена власть Советов. Октябрьское вооружённое восстание было решающим событием Октябрьской революции 1917 года в России.

## Предыстория
«Курс на вооружённое восстание» был принят большевиками ещё на VI съезде, в начале августа, но в то время загнанная в подполье партия не могла даже готовиться к восстанию: сочувствовавшие большевикам рабочие были разоружены, их военные организации были разгромлены, революционные полки Петроградского гарнизона расформированы. Возможность вооружить своих сторонников представилась большевикам лишь в дни Корниловского выступления, но после его ликвидации руководству РСДРП(б) казалось, что открылась новая страница мирного развития революции.
В середине сентября Владимир Ленин вновь заговорил о немедленной подготовке вооружённого восстания. Однако Ленин находился на нелегальном положении и не мог напрямую участвовать в политических событиях. Первоначально его предложение было категорически отвергнуто членами ЦК РСДРП(б).
14—22 сентября в Петрограде было проведено Демократическое совещание, в работе которого принимала участие и фракция большевиков, однако на нём не было достигнуто соглашения ни о создании социалистического правительства, ни о передаче власти Советам. На совместном заседании фракции большевиков и членов ЦК 21 сентября большинством голосов было принято решение войти в состав Предпарламента, хотя часть участников заседания возражала. 23 сентября представители ЦИК и областных советов наметили проведение 2-го съезда Советов на 20 октября. 25 сентября был избран новый состав Президиума Петросовета, который возглавил Лев Троцкий.
В этот момент руководство большевиков по вопросу о восстании разделилось на три основные группы. Часть из них, в том числе Лев Каменев и Григорий Зиновьев, были противниками идеи восстания, в то время как другие, например, Лев Троцкий, считали необходимым приурочить восстание ко времени проведения будущего съезда Советов. Ленин требовал начать восстание немедленно.

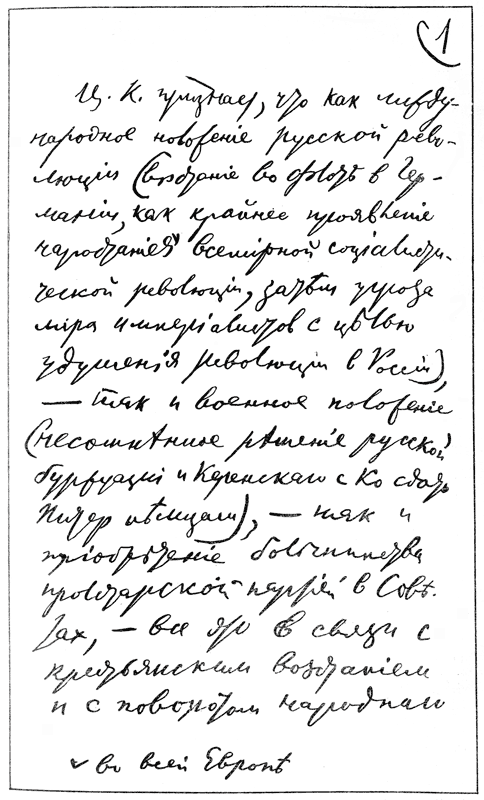
Рукопись резолюции В. И. Ленина, принятой на заседании ЦК РСДРП(б) 10 (23) октября 1917

Ещё до начала заседаний Предпарламента ЦК изменил предыдущее решение, выступив теперь за его бойкот. 7 октября на первом заседании Предпарламента большевистская фракция во главе с Троцким демонстративно покинула зал заседаний. 10 (23) октября в Петрограде состоялось заседание Центрального комитета РСДРП(б), на котором на этот раз присутствовал и Ленин. После бурных дебатов была принята резолюция «О текущем моменте», поставившая восстание в повестку дня. 16 (29) октября состоялось расширенное заседание ЦК, с участием представителей районов, которое подтвердило принятое решение. Каменев и Зиновьев продолжали оставаться противниками вооружённого восстания. Каменев изложил свою позицию в заметке, опубликованной в газете М. Горького «Новая жизнь» 18 октября.
5 октября глава Временного правительства Александр Керенский приказал комиссару правительства на Северном фронте Войтинскому перебросить из столицы наиболее ненадёжные части, заменив их фронтовыми, в тот же день отдан соответствующий приказ командующему Петроградским военным округом Георгию Полковникову. Однако командующий Северным фронтом генерал Черемисов высказался против такой инициативы, заявив Войтинскому, что «таких частей уже достаточно на фронте».
Эта мера вызвала в Петроградском гарнизоне сильное недовольство. Множество частей, например, Егерский полк, 2-й Балтийский флотский экипаж, и многие другие, на своих собраниях принимали резолюции, осуждающие предполагаемый вывод войск, заявляли о своём недоверии Временному правительству и требовали передачи власти Советам. Армейские солдатские комитеты Северного фронта высказали раздражение этой позицией гарнизона, призвав их «выполнить революционный долг». Правительство решило организовать совещание делегатов от гарнизона с представителями армейских комитетов и командованием фронта. На совещании в Пскове 17 октября представители солдат-фронтовиков с возмущением заявили, что солдаты гарнизона «с комфортом живут в тылу», в ответ на что представители Петроградского гарнизона возразили, что они «понесли значительные жертвы во имя революции». В итоге делегация Петроградского гарнизона отказалась подписывать какие-либо соглашения.

## Военно-революционный комитет

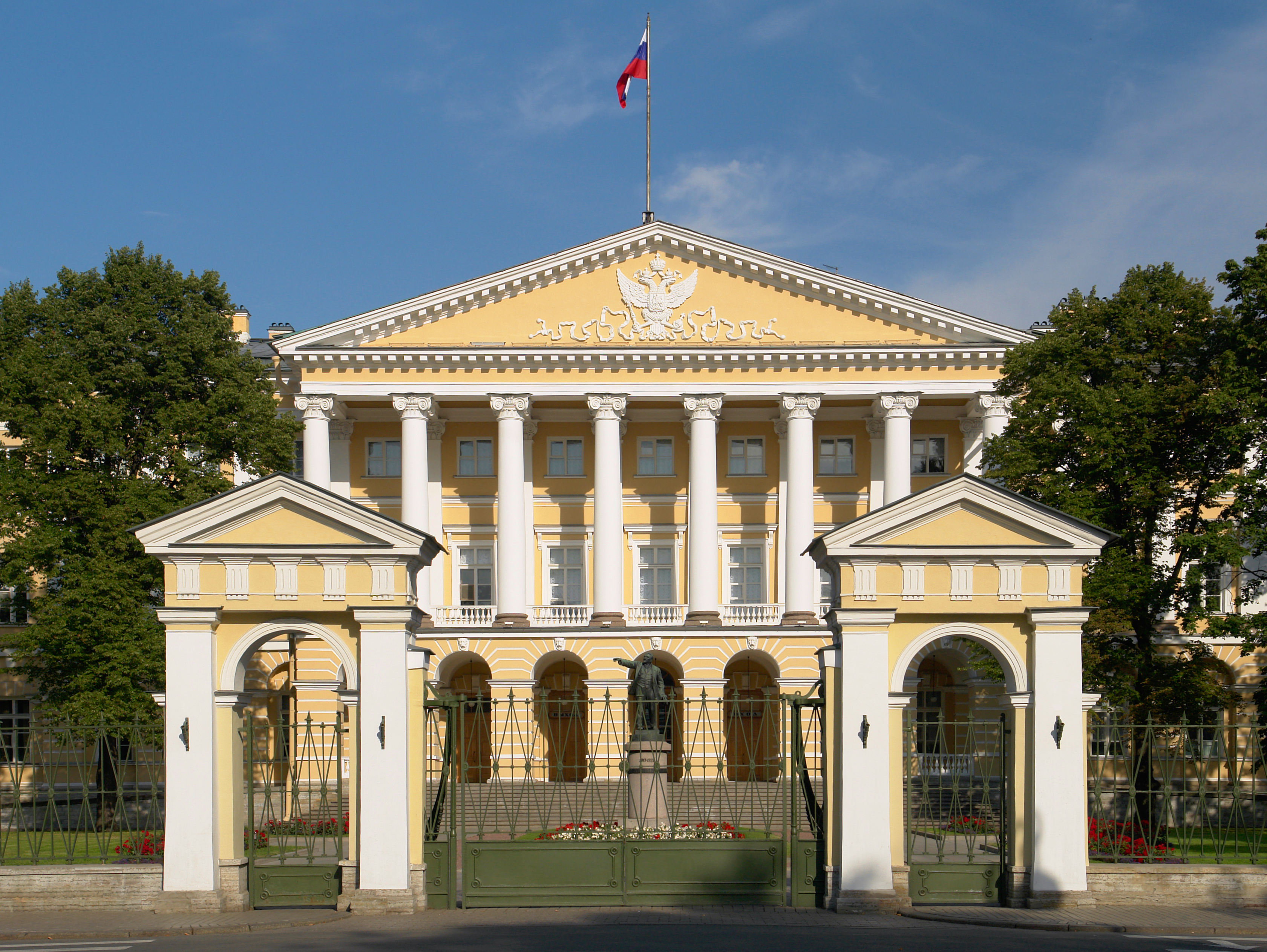
Смольный институт, резиденция ВРК во время восстания

9 октября, исполком Петроградского Совета рассмотрел вопросы о военной защите Петрограда и о подозрениях гарнизонных частей в отношении мотивов действий правительства, все выступавшие признали, что опасения солдат могут быть оправданными. Меньшевики и эсеры предложили создать комитет для подготовки обороны, в свою очередь большевики предложили свой вариант резолюции о создании «революционного комитета обороны» и принятии мер по вооружению рабочих для защиты революции от «открыто подготавливающейся атаки военных и штатских корниловцев». 12 октября вопрос о создании комитета был единодушно одобрен на заседании исполкома Петроградского Совета. В конечном итоге именно вариант большевиков и был официально утверждён на пленуме Петроградского Совета вечером 16 октября.
Своё первое организационное совещание ВРК провёл лишь 20 октября, избрав Бюро из 5 человек, в которое вошли три большевика (Владимир Антонов-Овсеенко, Николай Подвойский и Андрей Садовский) и два левых эсера (Павел Лазимир и Георгий Сухарьков). Во главе Бюро формально стоял Лазимир, но основные решения принимались представителями большевиков. Формирование ВРК завершилось 21 октября, в его состав, который насчитывал несколько десятков человек, вошли большевики, левые эсеры и несколько анархистов, а меньшевики с самого начала отказались войти в ВРК. Также в состав комитета вошли представители Петроградского Совета, Совета крестьянских депутатов, Центробалта, Областного исполкома армии, флота и рабочих в Финляндии, фабрично-заводских комитетов и профсоюзов. ВРК размещался в том же здании, что и Петроградский совет — в Смольном институте.
Первоначально ЦК отводило руководящую роль в подготовке восстания Военной организации Петроградского комитета РСДРП(б), которую возглавляли Подвойский и Владимир Невский, но после формирования ВРК эта роль была передана ему. Военная организация должна была подчиняться решениям ВРК. Фактически этот орган координировал подготовку вооружённого восстания, обеспечивал военную сторону выступления.

## Накануне восстания
18 октября прошло гарнизонное совещание, на котором представители полков высказались за поддержку вооружённого выступления против правительства, если такое выступление пройдёт от имени Петроградского совета.

21 октября совещание представителей полков в принятой резолюции признало Петроградский совет единственной властью. ВРК с этого дня начал заменять ранее назначенных правительством комиссаров в воинских частях. В ночь на 22 октября представители ВРК официально заявили командующему военным округом Полковникову о назначении своих комиссаров в Штаб округа, но Полковников с ними сотрудничать отказался. 23 октября, когда замена комиссаров близилась к своему завершению, ВРК издал приказ, предоставивший его комиссарам неограниченное право накладывать вето на приказы военных властей. Вечером того же дня на сторону ВРК перешёл и гарнизон Петропавловской крепости, был установлен контроль над прилегающим к ней Кронверкским арсеналом. Началась выдача оружия для вооружения отрядов Красной гвардии.
Весь день и ночь с 22 на 23 октября Керенский обсуждал со своими главными советниками вопрос о создавшемся положении. Премьер-министр распорядился, чтобы начальник штаба Петроградского военного округа генерал Яков Багратуни направил Петросовету жёсткий ультиматум: или он немедленно отказывается от своего заявления от 22 октября, или военные власти примут любые меры, необходимые для восстановления закона и порядка. Штабу Петроградского военного округа было приказано принять все необходимые меры для осуществления решений правительства. Генерал Багратуни отдал приказы юнкерам военных училищ в Петрограде, школам прапорщиков в его пригородах и другим частям прибыть на Дворцовую площадь.

## События 24 октября
24 октября (6 ноября) началась открытая вооружённая борьба сил ВРК (Военно-революционный комитет) и Временного правительства. Утром юнкерами была закрыта типография «Труд», печатавшая большевистскую газету «Рабочий путь» (под этим названием выходила газета «Правда»), захвачен тираж газеты, на входе выставлена охрана. Получив информацию об этом, руководители ВРК составили и передали полевым комитетам и комиссарам в военных частях приказ под заголовком «Предписание № 1».

Петроградскому Совету грозит прямая опасность; ночью контрреволюционные заговорщики пытались вызвать из окрестностей юнкеров и ударные батальоны в Петроград. Газеты «Солдат» и «Рабочий путь» закрыты. Настоящим предписывается привести полк в боевую готовность. Ждите дальнейших распоряжений. Всякое промедление и замешательство будет рассматриваться как измена революции.

Затем было дано указание отправить отряд на защиту типографии. Рота солдат Литовского полка под командованием Петра Дашкевича прибыла к типографии «Труд» и вытеснила юнкеров, возобновив выпуск газеты.
Позже состоялось заседание ЦК партии, на котором руководство большевиков сочло, что правительство уже не ведёт переговоры, а начинает открытую борьбу, но решили ограничиться мерами оборонительного характера в ожидании открытия съезда Советов.
Днём к Зимнему дворцу прибыла рота ударного женского батальона (около 200 человек) и 68 юнкеров Михайловского артиллерийского училища. Кроме того, во дворце уже находились 134 офицера и около 2 тысяч человек из школ прапорщиков Петергофа, Ораниенбаума и Гатчины. Используя эти силы, Керенский попытался защитить правительственные здания, мосты, вокзалы. В тот же день он выступил на заседании Предпарламента, рассчитывая получить резолюцию в поддержку правительства. Однако на заседании в 19 часов Предпарламент отказался предоставлять Керенскому чрезвычайные полномочия для подавления большевистского восстания, им была принята резолюция, резко критиковавшая правительство и требующая проведения решительных реформ, в частности по вопросу о земле и мирных переговорах.
Вечером ВРК обратился с воззванием «К населению Петрограда», сообщив что Петросовет взял на себя «охрану революционного порядка от покушений контрреволюционных погромщиков» и призвал жителей сохранять спокойствие. Позже городская дума во главе с Григорием Шрейдером приняла резолюцию, осуждающую восстание и призывавшую население Петрограда объединиться вокруг думы «во имя подчинения грубой силы праву», и объявила о создании Комитета общественной безопасности.
Правительство и Генштаб приняли решение развести мосты через Неву. Юнкера Михайловского артиллерийского училища прибыли к Литейному мосту, но были разоружены. Ударный женский батальон неудачно пытался развести Троицкий мост. Юнкерам удалось развести только Николаевский мост и некоторое время удерживать Дворцовый мост. Солдаты гарнизона, подчинявшиеся ВРК, заняли небольшие Гренадерский и Сампсониевский мосты через Большую Невку между Выборгским районом и Петроградской стороной. Вечером направленный ВРК отряд солдат Кексгольмского полка занял Центральный телеграф, а Леонид Старк, командовавший отрядом матросов, установил контроль над Петроградским телеграфным агентством. От ВРК в Кронштадт, Гельсингфорс, Центробалт были направлены телеграммы с вызовом боевых кораблей Балтийского флота с отрядами матросов. Этот приказ начал выполняться. Солдаты Измайловского гвардейского полка заняли Балтийский вокзал, чтобы воспрепятствовать прибытию верных правительству войск. Поздно вечером Ленин в сопровождении финского социалиста Эйно Рахья покинул конспиративную квартиру и прибыл в Смольный. Ленину казалось, что события развиваются медленно, и он стал требовать принятия более решительных шагов по свержению Временного правительства.

## События 25 октября
В ночь с 24 на 25 октября силы восстания перешли в решительное наступление. Происходил планомерный захват стратегических пунктов и правительственных учреждений. В 1 час 25 минут ночи силами солдат Кексгольмского полка, красногвардейцев Выборгского района и отряда балтийских моряков был взят Главный почтамт. В 2 часа ночи Николаевский вокзал заняла первая рота 6-го запасного сапёрного батальона. Ночью крейсер «Аврора» стал у Николаевского моста, этот мост был отбит у юнкеров и вновь сведён. В это же время отряд Красной гвардии занял Центральную электростанцию, отключив электроснабжение правительственных зданий. Около 6 часов утра моряки гвардейского флотского экипажа заняли здание Государственного банка, в 7 часов утра силами солдат Кексгольмского полка и красногвардейцев Выборгской стороны была взята Центральная телефонная станция после разоружения охранявших её юнкеров Владимирского военного училища. В 8 часов отряды красногвардейцев Московского и Нарвского районов заняли последний остававшийся в руках правительства Варшавский вокзал.
Командующий Петроградским военным округом Полковников направил доклад Керенскому, в котором оценил положение как «критическое» и сделал вывод, что практически «в распоряжении правительства нет никаких войск». Керенский обратился с воззванием к 1-му, 4-му и 14-му казачьим полкам принять участие в защите «революционной демократии», однако казачьи части отказались подчиниться Временному правительству и не вышли из казарм. Только около 200 человек из 14-го полка всё-таки прибыли к Зимнему дворцу. Керенский принял решение привлечь к защите правительства фронтовые армейские части. Он оставил А. И. Коновалова временным главой кабинета и начал подготовку для немедленного выезда в Псков. В 11 часов на автомобиле американского посольства Керенский выехал из Петрограда.
К гражданам России! 
Временное правительство низложено. Государственная власть перешла в руки органа Петроградского Совета рабочих и солдатских депутатов — Военно-революционного комитета, стоящего во главе петроградского пролетариата и гарнизона. 
Дело, за которое боролся народ: немедленное предложение демократического мира, отмена помещичьей собственности на землю, рабочий контроль над производством, создание Советского правительства — это дело обеспечено. 
Да здравствует революция рабочих, солдат и крестьян! 
Военно-революционный комитет при Петроградском Совете рабочих и солдатских депутатов, 25 октября (7 ноября) 1917 года.
В ВРК утром был создан полевой штаб (Владимир Антонов-Овсеенко, Константин Еремеев, Григорий Чудновский). Был разработан план, по которому восставшие должны были овладеть Мариинским дворцом и распустить Предпарламент, а потом окружить Зимний дворец. Планировалось, что правительство сдастся без сопротивления, а в случае отказа предполагалось обстрелять Зимний дворец из Петропавловской крепости и с крейсера «Аврора», а затем взять дворец штурмом.
В 9 часов утра 7 рот Кексгольмского полка выступили для занятия подступов к Мариинскому дворцу. В 10 часов ВРК издал обращение «К гражданам России», сообщавшее, что Временное правительство низложено, а государственная власть перешла к Военно-революционному комитету Петроградского совета рабочих и солдатских депутатов.
В 12 часов 30 минут в Мариинском дворце, где в этот момент проходило заседание Предпарламента, начали появляться революционные солдаты Кексгольмского полка и матросы Гвардейского экипажа. На этот момент в самом Мариинском дворце были отключены телефоны. В 13:00 комиссар ВРК Григорий Чудновский потребовал от собравшихся очистить помещение. Часть из них подчинились, однако около сотни делегатов какое-то время продолжали заседание.
В 2 часа дня прибыли корабли из Кронштадта: два минных заградителя «Амур» и «Хопёр», яхта «Зарница», учебное судно «Верный» и устаревший линкор «Заря свободы», на них находилось около трёх тысяч матросов.
В 2 часа 35 минут дня открылось экстренное заседание Петроградского совета рабочих и солдатских депутатов. Открыв заседание, Троцкий сообщил: «От имени Военно-революционного комитета объявляю, что Временное правительство больше не существует!», а затем рассказал о развитии событий. После Троцкого под аплодисменты появляется Ленин, и объявил Совету, что «Товарищи! Рабочая и крестьянская революция, о необходимости которой всё время говорили большевики, совершилась». В 22 часа 40 минут в Смольном открылся 2-й Всероссийский съезд Советов.

## Штурм Зимнего дворца

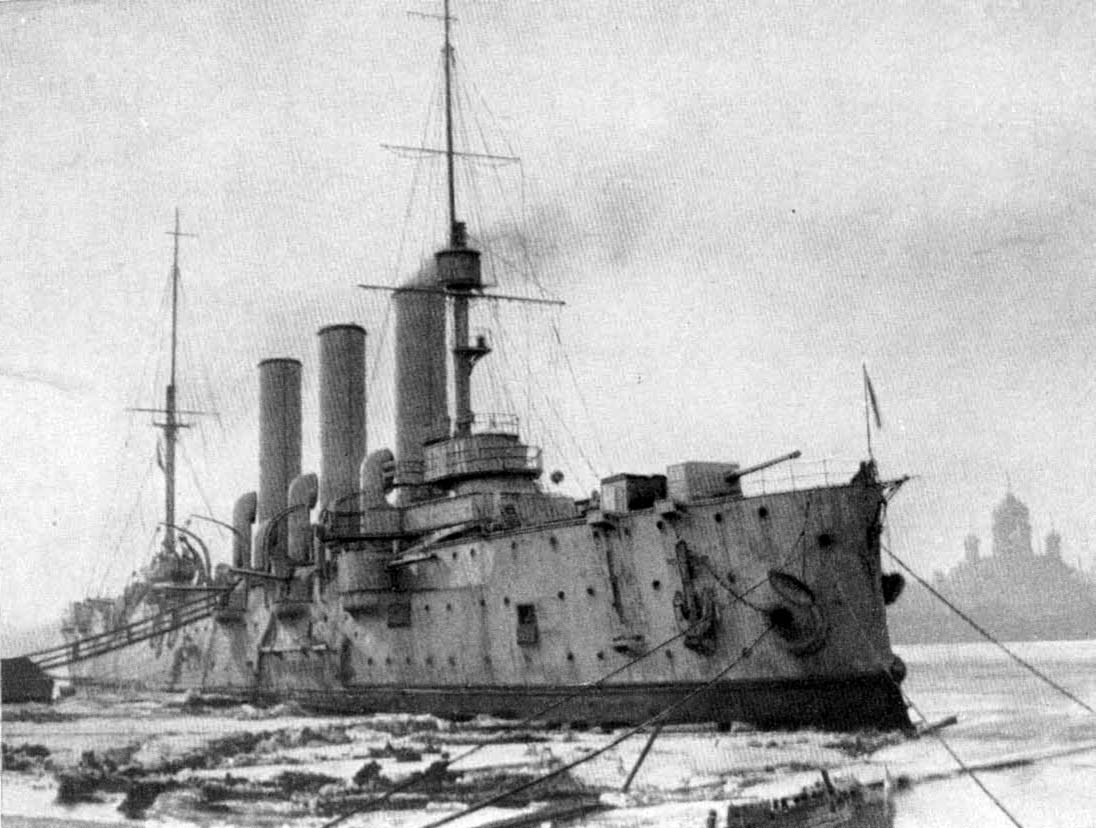
Крейсер «Аврора» в 1917 году

Во второй половине дня силы Павловского полка окружили Зимний дворец в пределах Миллионной, Моховой и Большой Конюшенной улиц, а также Невского проспекта между Екатерининским каналом и Мойкой. Были выставлены пикеты с участием броневиков на мостах через Екатерининский канал и Мойку и на Морской улице. Затем прибыли отряды красногвардейцев из Петроградского района и с Выборгской стороны, а также части Кексгольмского полка, которые заняли участок севернее Мойки.
Зимний дворец продолжали оборонять юнкера, женский ударный батальон и казаки. В большом Малахитовом зале на втором этаже шло заседание кабинета министров Временного правительства под председательством Коновалова. На заседании приняли решение назначить «диктатора» для ликвидации беспорядков, им стал Николай Кишкин. Получив назначение, Кишкин прибыл в штаб военного округа, уволил Полковникова, назначив на его место Багратуни. К этому моменту Зимний дворец полностью блокирован силами восстания.

Историческая фотография П. А. Оцупа. Броневик «Лейтенант Шмидт», захваченный красногвардейцами у юнкеров. Петроград, 25 октября 1917

Несмотря на то, что в целом силы восстания значительно превосходили по численности войска, оборонявшие Зимний дворец, штурм в 18 часов не был начат. Это было связано с рядом второстепенных обстоятельств, вызвавших задержку мобилизации революционных сил, в частности не успели прибыть отряды матросов из Гельсингфорса. Также, артиллерия Кронштадтской крепости не была подготовлена для стрельбы, не были подготовлены средства для подачи сигнала на штурм. Однако задержка штурма одновременно ослабляла и защитников Зимнего, так как постепенно часть юнкеров уходила с позиций. В 18 часов 15 минут значительная группа юнкеров Михайловского артиллерийского училища покинула дворец, забрав с собой четыре из шести пушек. А около 20 часов разошлись по казармам 200 казаков, охранявших дворец, убедившись в отсутствии массовой поддержки правительства.
Комиссар Петропавловской крепости Георгий Благонравов в 18 часов 30 минут послал двух самокатчиков в Генеральный штаб, куда они и прибыли с ультиматумом о сдаче Временного правительства, срок был назначен на 19 часов 10 минут. Ультиматум был передан в Зимний и отвергнут Кабинетом министров. Вскоре здание Генерального штаба было занято силами восставших.
В 20 часов комиссар ВРК Григорий Чудновский прибыл в Зимний дворец парламентёром с новым ультиматумом о сдаче, который также был отвергнут. Красная гвардия, революционные части гарнизона и матросы были готовы начать штурм. После 21 часа революционные войска начали вести ружейно-пулемётный обстрел Зимнего дворца. В 21 час 40 минут по сигнальному выстрелу из пушки Петропавловской крепости был произведён холостой выстрел носового орудия «Авроры», оказавший психологическое воздействие на защитников Зимнего дворца (по мнению некоторых исследователей, крейсер не имел возможности стрелять боевыми снарядами по Зимнему дворцу). После этого вновь вспыхнула перестрелка между осаждавшими Зимний и его защитниками. Затем были разоружены покинувшие свои посты отряды юнкеров и женщин из ударного батальона. К 22 часам в Петроград прибыли из Гельсингфорса поддерживающие восстание корабли: посыльное судно «Ястреб» и пять эсминцев — «Меткий», «Забияка», «Мощный», «Деятельный» и «Самсон».
Около 23 часов из Петропавловской крепости был начат обстрел Зимнего боевыми снарядами, хотя большинство из них и не попадало непосредственно в здание. С противоположного берега Невы было совершено 30-35 выстрелов шрапнельными снарядами, обстрел также вёлся из орудий под аркой Главного штаба. 26 октября в первом часу ночи во дворец проникли первые крупные отряды осаждавших. К часу ночи уже половина дворца находилась в руках восставших. Юнкера прекратили сопротивление, и в 2 часа 10 минут ночи Зимний дворец был взят. В Малую столовую рядом с Малахитовым залом, в которой находились члены Временного правительства, вскоре прибыл Антонов-Овсеенко с отрядом революционных сил. Министр юстиции П. Н. Малянтович позднее вспоминал:

Шум у нашей двери. Она распахнулась — и в комнату влетел как щепка, вброшенная к нам волной, маленький человечек под напором толпы, которая за ним влилась в комнату и, как вода, разлилась сразу по всем углам и заполнила комнату…

Мы сидели за столом. Стража уже окружила нас кольцом.

— Временное правительство здесь, — сказал Коновалов, продолжая сидеть. — Что вам угодно?

— Объявляю вам, всем вам, членам Временного правительства, что вы арестованы. Я представитель Военно-революционного комитета Антонов.

— Члены Временного правительства подчиняются насилию и сдаются, чтобы избежать кровопролития, — сказал Коновалов.

Арестованные члены Временного правительства (без Керенского, выехавшего за подкреплениями на фронт) под усиленной охраной были отправлены в Петропавловскую крепость. Юнкера и женский батальон были разоружены.

## Количество жертв штурма Зимнего дворца
Количество жертв вооружённой борьбы было незначительным — с обеих сторон было 6 убитых и 50 раненых.
Одна ударница женского батальона впоследствии покончила жизнь самоубийством. Материальный ущерб оценён комиссией Луначарского в 2 миллиона рублей.

## Итоги восстания
В результате победы восстания 26 октября вся власть в Петрограде перешла к Петроградскому военно-революционному комитету (хотя Петроградская городская дума продолжала функционировать). На II Съезде Советов рабочих и солдатских депутатов был продекларирован переход власти к Советам
рабочих, солдатских и крестьянских депутатов, а 27 октября было сформировано новое правительство России — Совет Народных Комиссаров во главе с Лениным, в состав которого вошли только большевики. Однако к тому моменту Советское правительство ещё не контролировало всю территорию государства, и сопротивление сил «контрреволюции» продолжалось.